# Jonathan Baldwin
Jonathan Dupree Baldwin (Aliquippa, 10 agosto 1989) è un giocatore di football americano statunitense che gioca nel ruolo di wide receiver per i San Francisco 49ers della National Football League. Fu scelto dai Kansas City Chiefs nel corso del primo giro del Draft NFL 2011. Al college ha giocato a football a Pittsburgh.

## Carriera professionistica

### Kansas City Chiefs
Baldwin fu selezionato come 26º assoluto del Draft 2011 dai Kansas City Chiefs. Avrebbe dovuto essere il secondo wide receiver del roster dietro Dwayne Bowe. Il 29 luglio 2011, egli firmò un contratto quadriennale coi Chiefs. Nella seconda gara di pre-stagione, Baldwin si infortunò al polso dopo una zuffa negli spogliatoi col compagno di squadra Thomas Jones che lo tenne fuori per il resto della pre-stagione. Il 31 ottobre 2011, Baldwin giocò la sua prima partita all'Arrowhead Stadium in cui ebbe un ruolo chiave per la vittoria dei Chiefs 23-20 sui San Diego Chargers. Baldwin ricevette 5 passaggi per 82 yard, segnando il primo touchdown in carriera su un passaggio da 39 yard da Matt Cassel. La sua stagione da rookie si concluse con 21 prese per 254 yard totali.

### San Francisco 49ers
Il 19 agosto 2013, Baldwin fu scambiato coi San Francisco 49ers per il ricevitore A.J. Jenkins.

## Vittorie e premi
Nessuno

## Statistiche
| Partite totali             | 26  |
| Partite totali da titolare | 10  |
| Yard su ricezione          | 579 |
| Touchdown su ricezione     | 2   |

Statistiche aggiornate alla stagione 2012